# Nespelem
Pour l’ethnie amérindienne, voir Nespelem (peuple).
La ville de Nespelem est située dans le comté d'Okanogan, dans l’État de Washington, aux États-Unis. Lors du recensement de 2010, sa population s’élevait à 236 habitants, estimée à 256 habitants en 2015.
Nespelem se trouve sur le territoire de la réserve indienne de Colville.

## Histoire
Nespelem a été incorporée le 15 avril 1935.

## Source
- (en) Cet article est partiellement ou en totalité issu de l’article de Wikipédia en anglais intitulé « Nespelem, Washington » (voir la liste des auteurs).